# Amosis II

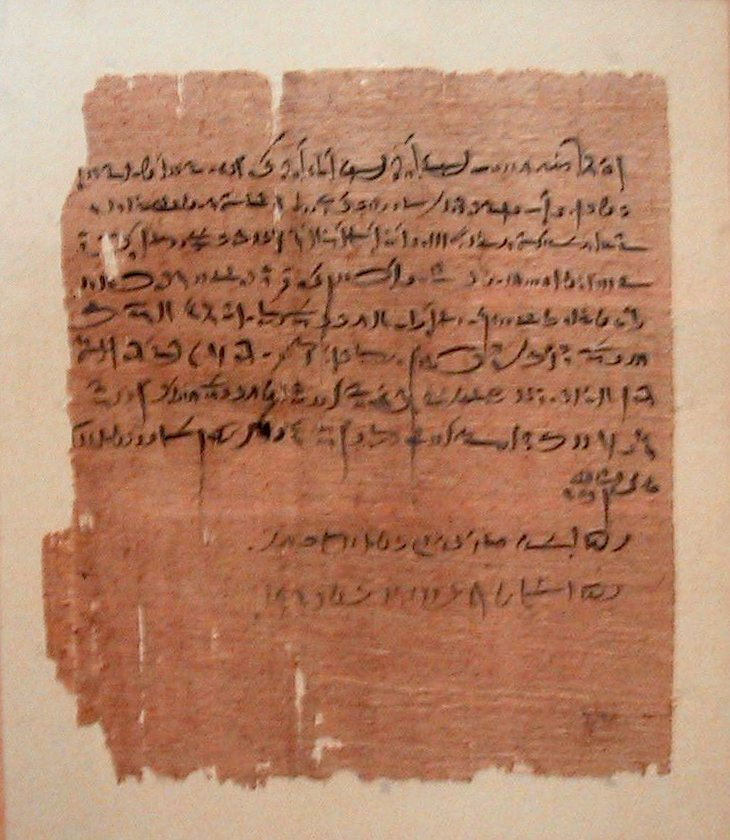
Contrato de aparcería de la época de Amosis II. Louvre.

Jenemibra Ahmose, Ahmose II, Amosis II, o Amasis (570 - 526 a. C.) fue faraón de la dinastía XXVI de Egipto. Como sucesor de Apries será el último gran gobernante de Egipto antes de la conquista persa. La capital se encontraba en Sais.
Manetón lo denomina Amosis y comenta que reinó 42 años, según Julio Africano en la versión del monje Jorge Sincelo. Para Eusebio de Cesarea, en la versión del monje Sincelo y en la versión armenia, reinó 44 años. La mayor parte de la información acerca de él proviene de Heródoto aunque solo puede ser verificada parcialmente por evidencias de su época. 

## Biografía
Amosis no era de origen noble, según el historiador griego Heródoto. Una rebelión de soldados nativos le encumbró al poder. Estas tropas, volviendo de una desastrosa expedición en Cirene, sospecharon que habían sido traicionados por el rey Apries, quien gobernaba del modo más absoluto con el apoyo de mercenarios, y sus compañeros de Egipto se solidarizaron con ellos plenamente. 
Amosis consiguió calmar la rebelión y liderarlos, siendo proclamado soberano por los rebeldes. Apries, que entonces solamente podía confiar en sus mercenarios, fue derrotado y apresado en el conflicto que se produjo en Menfis; el usurpador trató al ilustre cautivo con gran indulgencia, pero finalmente fue persuadido y lo entregó a las multitudes que lo asesinaron estrangulándolo. 
Fue enterrado en su panteón familiar de Sais. Una inscripción confirma el acontecimiento de la lucha entre las tropas nativas y las extranjeras, mostrando que Apries murió y fue enterrado honorablemente en el año tercero de Amosis. 
Aunque Amosis fue criticado al principio de su mandato, por no ser de ascendencia noble, tuvo el buen sentido de cultivar la amistad del mundo heleno y aliarlos con Egipto como nunca antes ocurrió. 
Heródoto relata que bajo su prudente administración Egipto alcanzó alto grado de prosperidad; adornó los templos del Bajo Egipto, primordialmente con espléndidas naos (capillas monolíticas) y otros monumentos que todavía perduran. 
Amosis asignó a los griegos la colonia comercial de Naucratis, en el brazo Canopico del río Nilo, y cuando ardió el templo de Delfos él contribuyó con 1000 talentos para reedificarlo. Se casó también con una princesa griega denominada Ladice, hija de Battus, el rey de Cirene, y entabló alianzas con Polícrates de Samos y Creso de Lidia. 
Su reino llegó probablemente solo hasta la primera catarata, pero dominó Chipre, y tuvo gran influencia en Cirene. Al principio de su largo reinado, antes de la muerte de Apries, parece haber sufrido un ataque por Nabucodonosor II en 568 a. C. Ciro II dejó a Egipto en paz; pero los últimos años de Amosis fueron perturbados por la amenaza de invasión de Cambises II y por la ruptura de alianzas con Polícrates de Samos. El desastre cayó sobre su hijo Psamético III, a quien el citado rey persa privó de su reino después de un mandato de solo seis meses.

## Testimonios de su época

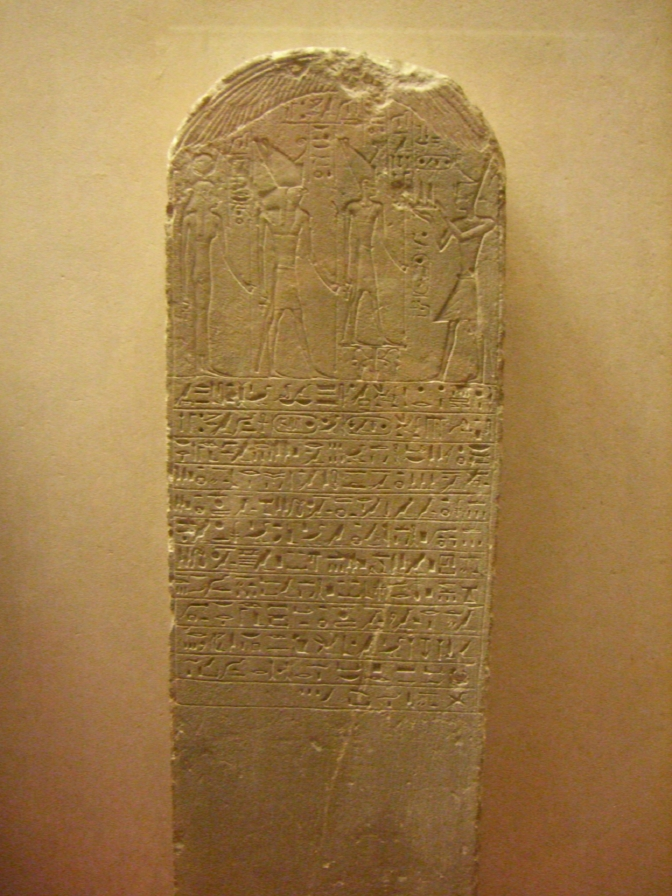
Estela de donación de tierras, de la época de Amosis II. Louvre.

- Edificó un nuevo templo en Buto (Arnold)
- Templo de Isis en Behbeit el-Hagar (Arnold)
- Trabajos en el templo de Neit en Sais (Arnold)
- Añadidos en el templo en Mendes (Arnold)
- Templo de Jentijety en Atribis (Arnold)
- Templo del Isis en Menfis, descrito por Heródoto (Arnold)
- Primer templo del Anubieión (Arnold)
- Reconstrucción del templo de Jentimeniu-Osiris, en Abidos (Arnold)
- Añadidos al templo de Satet en Elefantina (Kaiser)
- Amoneión en el oasis de Siwa (Arnold)
- Inscripción en una roca de Elefantina (Petrie)
- Estela de Londres, del primer año, BM952 (Leahy)
- Bloques en Coptos, Karnak y File (Arnold)
- Bloques en Istabl Antar, Ain el-Muftella, y oasis de Baharya (Arnold)
- Bloque pétreo encontrado en Menfis (Petrie/Mackay/Wainwright)
- Cono de piedra esmaltado en azul, de Heliópolis (Saleh)

## Titulatura
| Titulatura | Jeroglífico | Transliteración (transcripción) - traducción - (referencias) |

| G5 |

| G5 |

| s | mn · n | U1 | Aa11 · t |

| s | mn · n | U1 | Aa11 · t |

| s | mn · n | U1 | Aa11 · t |

| s | mn · n | U1 | Aa11 · t |

| G5 |

| G5 |

| s | mn · n | U1 | Aa11 · t |

| s | mn · n | U1 | Aa11 · t |

| s | mn · n | U1 | Aa11 · t |

| s | mn · n | U1 | Aa11 · t |

| G16 |

| G16 |

| G39 | R24 | M44 | N18 · N18 |

| G39 | R24 | M44 | N18 · N18 |

| G16 |

| G16 |

| G39 | R24 | M44 | N18 · N18 |

| G39 | R24 | M44 | N18 · N18 |

| G8 |

| G8 |

| R8 | R8 | R8 | U21 |

| R8 | R8 | R8 | U21 |

| G8 |

| G8 |

| R8 | R8 | R8 | U21 |

| R8 | R8 | R8 | U21 |

| N5 | W9 | ib |

| N5 | W9 | ib |

| N5 | W9 | ib |

| N5 | W9 | ib |

| N5 | W9 | ib |

| N5 | W9 | ib |

| N5 | W9 | ib |

| N5 | W9 | ib |

| N5 | W9 | ib |

| N5 | W9 | ib |

| N5 | W9 | ib |

| N5 | W9 | ib |

| N5 | W9 | ib |

| N5 | W9 | ib |

| N5 | W9 | ib |

| N5 | W9 | ib |

| N5 | W9 | m | ib |

| N5 | W9 | m | ib |

| N5 | W9 | m | ib |

| N5 | W9 | m | ib |

| N5 | W9 | m | ib |

| N5 | W9 | m | ib |

| N5 | W9 | m | ib |

| N5 | W9 | m | ib |

| N5 | W9 | m | ib |

| N5 | W9 | m | ib |

| N5 | W9 | m | ib |

| N5 | W9 | m | ib |

| N5 | W9 | m | ib |

| N5 | W9 | m | ib |

| N5 | W9 | m | ib |

| N5 | W9 | m | ib |

| N12 | F31 |

| N12 | F31 |

| N12 | F31 |

| N12 | F31 |

| N12 | F31 |

| N12 | F31 |

| N12 | F31 |

| N12 | F31 |

| N12 | F31 |

| N12 | F31 |

| N12 | F31 |

| N12 | F31 |

| N12 | F31 |

| N12 | F31 |

| N12 | F31 |

| N12 | F31 |

| N12 | F31 | R24 | G39 |

| N12 | F31 | R24 | G39 |

| N12 | F31 | R24 | G39 |

| N12 | F31 | R24 | G39 |

| N12 | F31 | R24 | G39 |

| N12 | F31 | R24 | G39 |

| N12 | F31 | R24 | G39 |

| N12 | F31 | R24 | G39 |

| N12 | F31 | R24 | G39 |

| N12 | F31 | R24 | G39 |

| N12 | F31 | R24 | G39 |

| N12 | F31 | R24 | G39 |

| N12 | F31 | R24 | G39 |

| N12 | F31 | R24 | G39 |

| N12 | F31 | R24 | G39 |

| N12 | F31 | R24 | G39 |